# Enterokliza
Enterokliza – radiologiczne badanie kontrastowe jelita cienkiego. Polega na podaniu poprzez zgłębnik umieszczony w okolicy przejścia dwunastnicy w jelito cienkie, 1000–2000 ml zawiesiny kontrastującej światło jelita (najczęściej składającej się z barytu lub metylocelulozy), a następnie wykonaniu tomografii komputerowej lub rezonansu magnetycznego.